# Osservatorio Lick
L'osservatorio Lick è un osservatorio astronomico di proprietà dell'Università della California.
È situato sulla sommità del monte Hamilton a una quota di 1283 m, a est di San Jose, California. L'osservatorio è gestito dallo staff scientifico dell'Università della California, Santa Cruz sin dalla metà degli anni sessanta.

## Storia

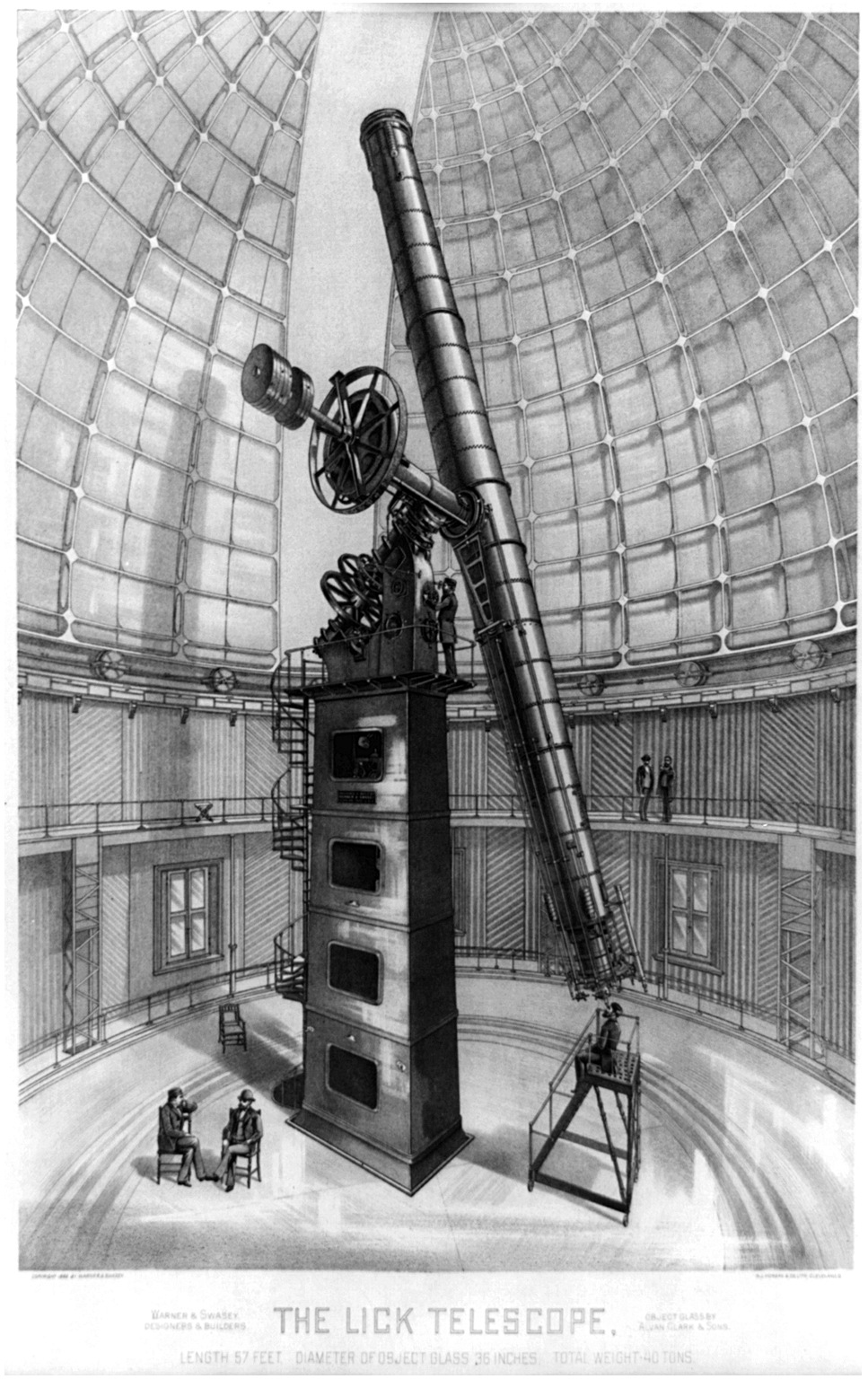
Il telescopio Lick, del diametro di 91 cm

Costruito tra il 1876 e il 1887 per volere di James Lick (ivi sepolto) e al prezzo di 700000 $ (pari a circa 22 milioni di $ del 2014), contenne per lungo tempo (dal 1888 al 1897) il telescopio rifrattore più grande al mondo (914 millimetri), prima della costruzione dell'osservatorio Yerkes. Nel 1888 fu acquisito dall'Università della California e divenne il primo osservatorio di montagna del mondo a essere permanentemente occupato. Il primo direttore fu Edward Singleton Holden.
In seguito furono aggiunti altri telescopi più potenti, tra cui nel 1959 il C. Donald Shane Telescope, un telescopio riflettore da 3 metri di diametro. Più recente è la costruzione dell'Automated Planet Finder, un telescopio da 2,4 metri di diametro impiegato esclusivamente per la ricerca di pianeti extrasolari.
Il luogo ha permesso delle eccellenti osservazioni, per via della quota, del bassissimo inquinamento luminoso e ambientale e delle ottime condizioni atmosferiche (circa 300 giorni all'anno senza copertura nuvolosa).
In estate 2020 alcuni furiosi incendi causati da tempeste climatiche hanno devastato le aree prospicienti l'osservatorio, compromettendo alcune residenze di pertinenza che hanno subito gravi danni da incendio e acqua. Le aree circostanti, compreso il campus universitario sono state temporaneamente evacuate.

## Campagne osservative

### LOTOSS/LOSS
LOTOSS (Lick Observatory and Tenagra Observatory Supernova Searches) è una campagna osservativa congiunta tra l'osservatorio Lick e gli osservatori Tenagra. Il Lick utilizza il Katzman Automatic Imaging Telescope (KAIT), un telescopio riflettore robotico da 76 cm di diametro dotato di camera CCD e di guida automatica. Il KAIT è operativo dal 1998 ed ha effettuato indagini di rilievo, quali la campagna LOSS (Lick Observatory Supernova Search).

## Scoperte principali

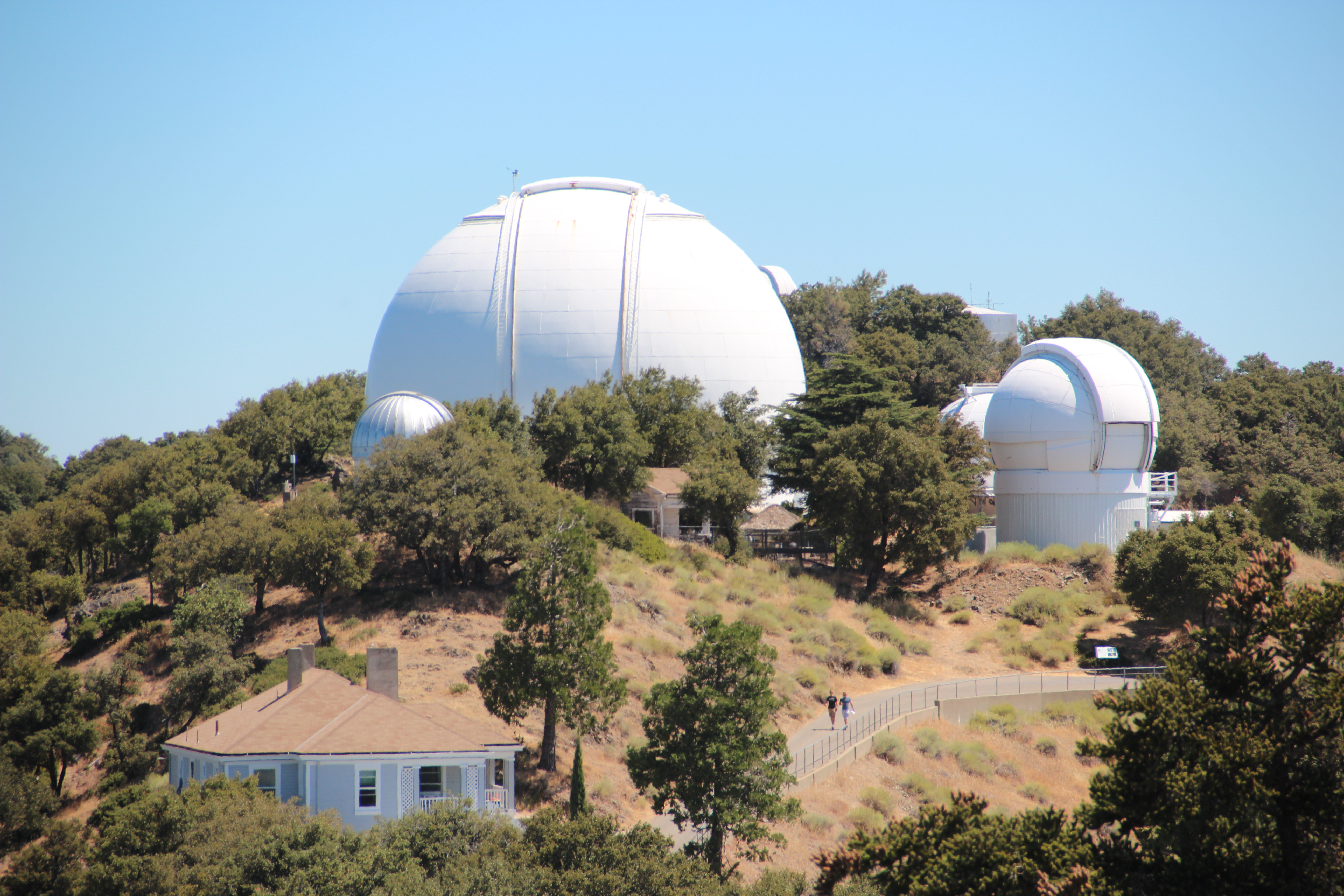
Al centro è posto il Telescopio Shane, con a destra l'Automated Planet Finder

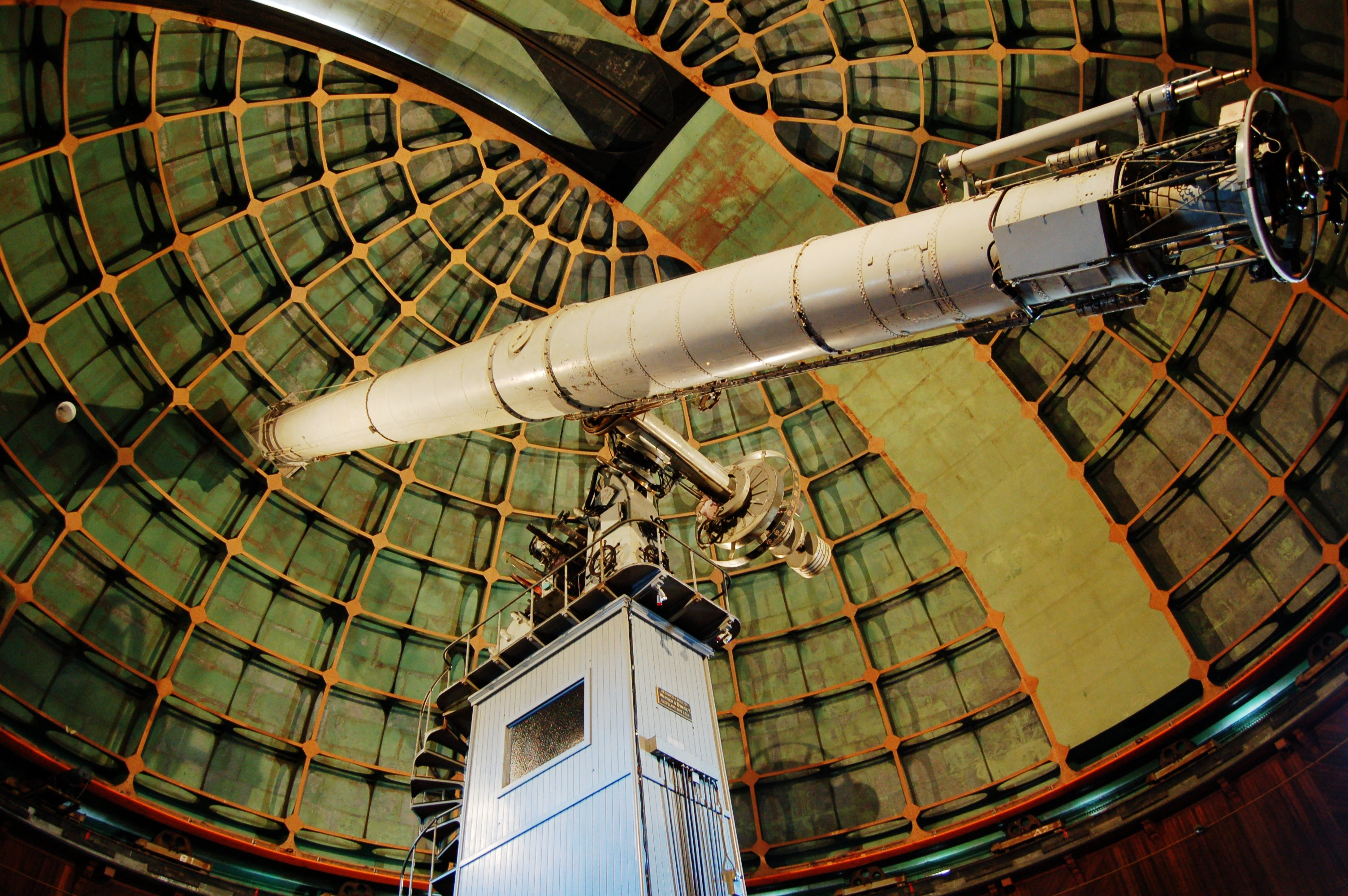
Telescopio Lick nel 2007

Dall'osservatorio Lick sono state fatte molte scoperte. Ecco le più significanti:
- Alcune lune di Giove
  - Amaltea
  - Ananke
  - Elara
  - Imalia
  - Lisitea
  - Sinope (in discussione)
- Alcuni pianeti extrasolari
  - sistemi planetari tripli:
    - Upsilon Andromedae (assieme all'osservatorio Whipple)
    - 55 Cancri

  - Sistemi planetari doppi
    - HD38529 (assieme all'osservatorio Keck)
    - HD12661 (con Keck)
    - GJ876 (con Keck)
    - 47 Ursae Majoris
- l'asteroide near-Earth (29075) 1950 DA